# Receptor NMDA

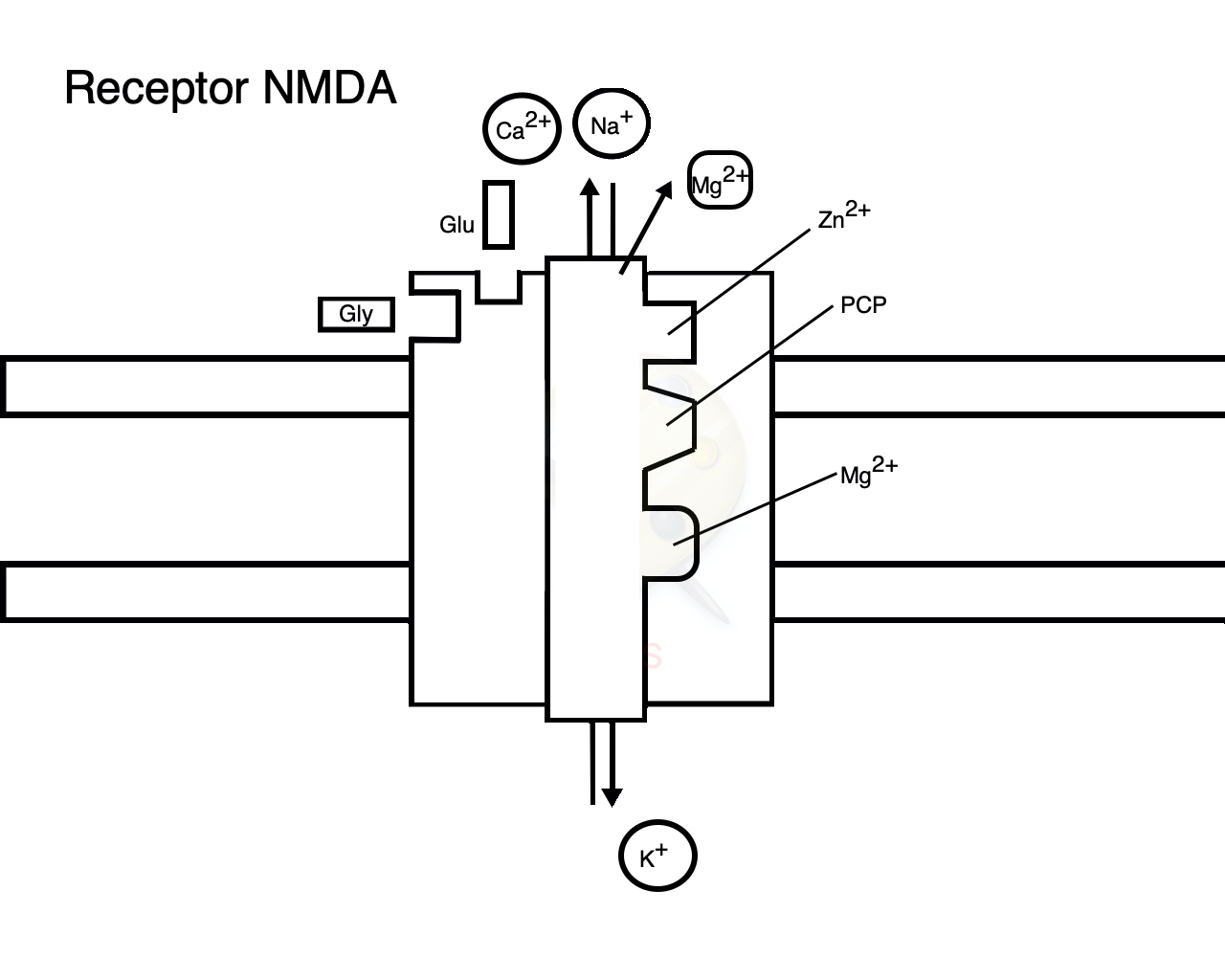
Representació esquemàtica del receptor NMDA

Els receptors NMDA (N-metil-D-aspartat), també anomenats NMDAr, són proteïnes complexes que actuen com a receptors ionòtrops de glutamat en les sinapsis neuronals. Atès que participen en la transferència del potencial excitatori postsinàptic i es localitzen majoritàriament a l'hipocamp, els receptors NMDA tenen un paper preponderant en la neuroplasticitat, l'aprenentatge i la memòria. També estan involucrats en processos d'excitotoxicitat glutàmica en la patogènia de malalties neurològiques com l'epilèpsia o l'accident vascular cerebral, malalties neurològiques degeneratives com el Parkinson, el Huntington o l'Alzheimer, i afeccions psiquiàtriques com l'esquizofrènia.

## Estructura
El receptor NMDA és una proteïna receptora de glutamat que actua com a canal iònic. És activat quan la glicina i el glutamat s'hi uneixen simultàniament.
Aquest receptor és un complex proteic heteromètric, ja que està constituït per subunitats diferents, cadascuna de les quals interacciona amb determinades proteïnes intracel·lulars. Les possibles subunitats d'aquest receptor s'anomenen NR1, NR2 i NR3 (també anomenades GluN1, GluN2 i GluN3).

Esquema dels dominis del receptor NMDA.

Un receptor NMDA funcional ha de ser un heterotetràmer o heteropentàmer. Ha de contenir necessàriament dues subunitats NR1, juntament amb dues subunitats NR2 i/o NR3.
Totes tres subunitats tenen un nivell significant d'homologia i estan molt relacionades pel que fa a l'estructura. A més, comparteixen una topologia de membrana comuna, amb una organització de dominis definida: el domini amino-terminal extracel·lular (ATD), que està enllaçat amb el domini d'unió de lligands extracel·lulars (LBD) que, alhora, està connectat a un domini de membrana (MD). Aquest consta de tres segments transmembrana (actualment poc coneguts) i un llaç de reingrés d'ions potassi. És responsable de la capacitat conductora del receptor, de la permeabilitat dels ions calci i del bloqueig del canal del receptor amb Mg2+. La connexió LBD i MD constitueix el canal iònic. Finalment, hi ha el domini intracel·lular carboxi-terminal (CTD), que pot presentar diferents mides i que proporciona múltiples llocs d'interacció amb proteïnes de l'interior de la cèl·lula.
El processament postranscripcional de l'ARN de les subunitats del NR1 dona lloc a vuit variants diferents d'aquesta subunitat, generades per un procés d'empalmament alternatiu (splicing) d'un sol gen. Les subunitats NR1 s'uneixen a la glicina coagonista, una de les activadores del receptor, mentre que les subunitats NR2 s'uneixen al glutamat, l'altre activador del receptor. Aquests dos mòduls d'unió s'han expressat com a proteïnes solubles. Hi ha quatre subunitats de NR2 diferents (NR2A, NR2B, NR2C i NR2D). Precisament l'estructura bàsica i les funcions principals associades al receptor NMDA es poden atribuir a la subunitat NR2B: el lloc d'unió del glutamat i el control del bloqueig del canal del receptor amb Mg2+ estan formats per aquesta subunitat. Així mateix, aquesta subunitat és un dels components responsables de l'activitat d'aprenentatge, memòria i processament. També hi ha dues subunitats possibles de NR3 (NR3A i NR3B). Una família de gens relacionada amb aquestes darreres subunitats tenen un efecte inhibidor de l'activitat del receptor NMDA.

### NR1
La subunitat NR1 és codificada per un únic gen, el GRIN1. Existeixen vuit variants de processament de l'ARNm d'aquest gen, que difereixen entre sí per la presència o absència d'una seqüència de 21 aminoàcids que conformen l'exó 5 (també anomenat regió N1) en la regió N-terminal, i pel processament diferencial dels exons 21 i 22 que dona lloc a canvis en seqüències d'aminoàcids de la regió carboxi-terminal. Aquestes variants conformen el que s'anomenen les isoformes de la subunitat NR1. Segons quina tingui, el receptor presentarà variacions en la seva funcionalitat.
Les isoformes que contenen l'exó 5 són la NR1-1b, NR1-2b, NR1-3b i NR1-4b mentre que les que prescindeixen d'aquest són la NR1-1a, NR1-2a, NR1-3a i NR1-4a (les formes més expressades són NR1-1a i NR1-1b). La importància d'aquest exó és rellevant ja que la sensibilitat al pH dels receptors NMDA depèn directament d'aquest. A pH fisiològic els receptors que inclouen una de les quatre variants amb aquest exó (NR1-1b, NR1-2b, NR1-3b i NR1-4b) s'activen completament mentre que els receptors que en prescindeixen (NR1-1a, NR1-2a, NR1-3a i NR1-4a) estan parcialment inhibits.
D'altra banda, els exons 21 i 22 de la regió C-terminal tenen un paper important en la regulació i localització dels receptors NMDA en la membrana cel·lular.

### NR2
Hi ha quatre tipus de gens GRIN2 que codifiquen per aquest tipus de subunitat. Segons el gen expressat (GRIN2A, GRIN2B, GRIN2C o GRIN2D), es codificarà i es transcriurà un isòmer NR2 diferent: NR2A, NR2B, NR2C o NR2D.
NR2, a part de ser la subunitat receptora de glutamat, és determinant en la diversitat funcional del receptor, ja que és responsable de la sensibilitat, conductivitat i cinètica de desactivació i des-sensibilització del receptor.
Respecte NR1, NR2 té un domini C-terminal molt més extens. A part de la seva extensió, l'extrem C-terminal ha adoptat gran importància ja que és clau per a la localització d'aquestes subunitats a la membrana cel·lular.
A més, les quatre subunitats NR2 creen una certa diversitat entre els receptors NMDA, útil per a escurçar el temps i millorar l'activitat de la resposta sinàptica, la funció neuronal i el desenvolupament del sistema nerviós. De tota manera, pel que fa a les dimensions d'aquests gens; és cert que tenen similituds entre els residus que els formen i també en el nombre de residus que contenen, ja que tots els GRIN2 tenen entre 1484 (en el cas del GRIN2B) i 1233 (GRIN2C) aminoàcids.
La sensibilitat al glutamat i la cinètica del canal depèn de la composició de la subunitat NR2. Per exemple, els canals que contenen GRIN1  i GRIN2A (NR1/NR2A) tenen una sensibilitat més elevada al glutamat i proporcionen una major velocitat sinàptica que els canals formats per heterotràmers amb GRIN1 i GRIN2B (NR1/NR2B)

### NR3
Els receptors NMDA que contenen la subunitat NR3 són força menys freqüents que els NMDA habituals, compostos per les subunitats NR1 i NR2. La seva presència influeix en la regulació de les formes de plasticitat regulades pel receptor. La subunitat NR3 té dues variants: NR3A i NR3B.
Estructuralment, la subunitat NR3 és generalment similar a les NR1 i NR2. Es diferencien bàsicament per la presència d'una càrrega positiva en la seqüència de porus del NR3 i pels determinants estructurals de la glicina que s'uneix al NR3.
Els NMDAr que contenen la subunitat NR3 formen canals catiònics amb una reducció de la permeabilitat al Ca2+ i de la sensibilitat al bloqueig del Mg2+ en comparació amb els receptors que contenen les subunitats NR1 i NR2.

### NR1/NR2

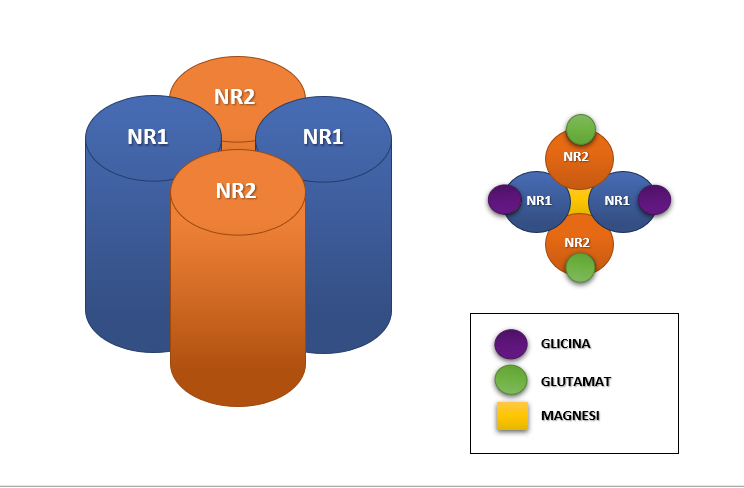
Estructura de l'heterotetràmer tipus NR1/NR2.

El tipus de NMDA més conegut estructuralment i funcionalment avui en dia és el receptor de tipus NR1/NR2
Com s'ha pogut veure mitjançant tècniques de cristal·lització proteica, el receptor NR1/NR2 es distribueix en forma d'heterotetràmer de manera alterna (1-2-1-2). Les dues subunitats NR1 (o subunitats zeta) i les dues subunitats NR2 (o èpsilon), quan s'uneixen, formen un canal permeable a cations com el Mg2+.
En aquest cas, el receptor NMDA té dues subunitats d'unió a la glicina (NR1) i dues subunitats d'unió al glutamat (NR2).

## Funció
Els receptors NMDA s'anomenen així pel derivat aminoàcid homònim que s'hi uneix i regula aquest receptor, l'àcid N-metil-D-aspartat.
Els receptors NMDA són un tipus de canals iònics que pertanyen a la classe de receptors ionotròpics de glutamat (iGluRs), el principal neurotransmisor excitatori del sistema nerviós central, entre els quals també s'inclouen els receptors AMPA i els receptors de kainat. A diferència dels receptors AMPA, que indueixen una despolarització pràcticament instantània en l'espai postsinàptic, el mecanisme d'acció dels receptors NMDA va més enllà de la transmissió sinàptica bàsica.
Primerament, cal esmentar que els receptors NMDA són canals dependents de voltaje i lligant. Això vol dir que, per una banda, s'obren en resposta a canvis en el potencial elèctric i, per l'altra, també s'obren a partir de la unió amb determinades molècules. En aquests casos, glutamat i glicina actuen com a coagonistes, de manera que, tal com s'expressa prèviament, el glutamat s'adhereix a la subunitat RN2 i la glicina, a la NR1. Mentre que el glutamat “activa” el receptor, la glicina s'encarrega de modular la seva activitat; així, una alta concentració de glicina en l'espai sinàptic impedeix el funcionament del NMDAr. El fet que el receptor NMDA funcioni gràcies a dos co-agonistes implica que, de cares a aplicacions clíniques, existeixen dos potencials agents terapèutics.
La seva activació és considerablement més lenta que els altres dos receptors ionotròpics, malgrat tenir una afinitat elevada envers el glutamat. Això és degut a la disposició de Mg2+ al porus del canal durant el potencial de repòs, de manera que s'impedeix l'entrada d'altres molècules. Atès que la concentració intracel·lular de magnesi és menor que en el medi extracel·lular, cal una despolarització de potència i duració suficients per permetre la dispersió del Mg2+. Un cop el glutamat s'ha enllaçat amb el receptor NMDA i el Mg2+ s'ha desallotjat per una despolarització, l'entrada de Ca2+ cap al medi intracel·lular és duta a terme eficientment gràcies a l'alta permeabilitat del calci, fet que genera una sèrie de reaccions en cascada els efectes de les quals es vinculen amb modificacions a llarg termini de les sinapsis. Els dos mecanismes associats a aquestes modificacions són la potenciació a llarg termini i la depressió a llarg termini. Ambdues expressions són mediades per la redistribució de receptors AMPA.

### Alteracions funcionals
Així doncs, tenint en compte que el receptor NMDA és una proteïna involucrada en mecanismes complexos del sistema nerviós, tant la seva hipofunció com la seva hiperfunció comporta defectes cognitius i disfunció cerebral.

#### Hipofunció
La hipofunció dels NMDAr és un factor present en la patofisiologia i l'etiologia de moltes malalties. Una hipofunció lleu pot comportar afectacions en la memòria, mentre que una hipofunció moderada provoca símptomes clínics, com per exemple la psicosi. En casos més greus, una hipofunció dels NMDAr s'associa amb la disrupció dels citoesquelets neuronals i anomalies en la proteïna Tau similars a les irregularitats proteiques presents en malalties com l'Alzheimer. Altres malalties relacionades amb hipofunció lleu són l'autisme, la demència i l'esquizofrènia entre d'altres.
Les bases bioquímiques d'aquestes anomalies resideixen en l'excessiva dipositació de glutamat en l'espai sinàptic fruit de la incapacitat dels receptors per absorbir l'aminoàcid. Aquesta concentració tan pronunciada porta a que certes neurones postsinàptiques pateixin canvis morfològics que depenen del grau, la duració i la severitat de la hipofunció i que poden comprometre la seva integritat funcional.
Estudis recents mostren que la majoria d'activitat hipofuncional es dona en neurones GABAnèrgiques corticals, especialment en interneurones FS (fast-spiking) positives en parvalbumina i en interneurones amb alteracions proteiques en neuregulina/ErbB4, α7nAChR i serina racemasa.
Es creu que la hipofunció d'aquests receptors, la qual sol ser donada per una manca de la subunitat ε1) dona lloc a una quantitat d'antagonistes no-competitius lliures, sobretot PCP i ketamina, que poden provocar comportament simptomàtic similar al de la esquizofrènia (positius, negatius i cognitius). Alts nivells de MK-801 també poden provocar símptomes similars als de la PCP. També s'ha demostrar que una gran concentració d'aquests tres agonistes provoca una sobreproducció dopamínica en el nucli estriat, però a la vegada una disminució de producció al córtex prefrontal.

#### Hiperfunció
La hiperfunció dels NMDAr provoca un flux iònic mal regulat, el qual dona lloc a una concentració de Ca2+ excessiva (excitotoxicitat). Aquest excés d'ions de calci té com a resultat una cascada de senyals pro-apoptòtiques que provoca mort cel·lular prematura. Les conseqüències d'aquesta apoptosi poden ser molt greus. Per exemple, les cèl·lules ganglionars de la retina són especialment sensibles a aquesta excitotoxicitat, i una sobreactivació dels NMDAr poden provocar trastorns neurodegeneratius visuals, glaucomes, o oclusió arterial de retina entre d'altres.

## Lligands

### Agonistes
L'activació dels NMDAr requereix la unió de glutamat o d'aspartat (l'aspartat, però, no estimula els receptors tant potentment). A més, els NMDAr també requereixen la unió de glicina, la qual és co-agonista, perquè l'obertura del canal iònic sigui eficient.
A més de la glicina, s'ha descobert que la D-serina també co-agonitza el receptor NMDA, i d'una manera més potent que la glicina. La D-serina la produeix l'enzim serina racemasa, la qual es troba en grans concentracions en zones amb presència de NMDAr. Sembla que l'absència de D-serina pot bloquejar la neurotransmissió excitatòria dels receptors. També s'ha descobert recentment que tant les neurones com els astròcits poden alliberar D-serina per a regular l'activitat dels receptors.
El corrent regulat per NMDAr està directament relacionat amb la despolarització de la membrana i, per tant, els agonistes d'aquests receptors presenten cinètiques de desunió al Mg2+ ràpides, incrementant la probabilitat d'obertura de canal. Aquesta propietat és fonamental per al paper del receptor NMDA en la memòria i l'aprenentatge, i s'ha suggerit que aquest canal és un substrat bioquímic de l'aprenentatge d'Hebbian, on pot actuar com a detector de coincidència per a la despolarització de la membrana i la transmissió sinàptica.

#### Exemples

Estructura química de la glicina ionitzada (Gly)

Alguns agonistes coneguts dels NMDAr són:

Estructura química de l'àcid glutàmic (Glu)

- Alanina (D-alanina, L-alanina) - agonista endogènic del lloc de glicina
- Àcid aspartic (aspartat) - agonista endogènic del lloc de glutamat
- Àcid glutàmic (glutamat): agonista endogen del lloc del glutamat
- Glicina: agonista del lloc de glicina endògena
- Àcid homocistèic: agonista del lloc de glutamats endògens
- Àcid ibotènic: agonista del lloc de glutamats que es troba de manera natural a Amanita muscaria
- Milacemida: agonista del lloc de glicina sintètica; profàrmac de glicina
- Àcid quinolínic (quinolinat): agonista endogen del lloc de glutamat
- Sarcosina: agonista del lloc de glicina endògena
- Serina (D-serina, L-serina) - agonista endogen del lloc de glicina
- Espermidina: agonista del lloc de poliamina endògena
- Espermina: agonista del lloc de poliamina endògena
- Tetrazolilglicina: agonista del lloc sintètic del glutamat

### Agonistes parcials
Els receptors NMDA reben aquest nom de l'abreviatura de l'àcid N-Metil-D-aspàrtic, el qual és un agonista parcial del lloc d'unió del glutamat.

Estructura química del NMDA.

#### Exemples
- Àcid aminociclopropacarboxílic (ACC) – agonista parcial sintètic del lloc d'unió de glicina
- Cicloserina (D-cicloserina) – agonista parcial natural del lloc d'unió de glicina que es troba al Streptomyces orchidaceus
- HA-966 – agonista parcial dèbil sintètic del lloc d'unió de glicina
- Àcid homoquinolínic – agonista parcial sintètic del lloc d'unió de glutamat
- Àcid N-Metil-D-aspàrtic (NMDA) – agonista parcial sintètic del lloc d'unió de glutamat

Moduladors positius al·lostèrics:
- Apimostinel (NRX-1074) – agonista parcial dèbil sintètic del lloc al·lostèric d'unió de glicina
- Rapastinel (GLYX-13) – agonista parcial dèbil sintètic del lloc al·lostèric d'unió de glicina

### Antagonistes no-competitius
La sobreactivació dels NMDAr comporta un alleujament del bloqueig iònic causat pel Mg2+, la qual cosa causa un flux excessiu de Ca2+ que pot provocar excitotoxicitat. Hi ha indicis que apunten a que l'excitotoxicitat estigui relacionada amb malalties com l'Alzheimer, el Parkinson, i la malaltia de Huntington.
Teòricament, el bloqueig d'aquests NMDAr podria resultar eficaç a l'hora de tractar aquestes malalties. Tot i això, s'ha de tenir en compte que cal preservar l'activitat fisiològica dels NMDA mentre que es bloqueja l'activitat excessiva i excitotòxica. Això es pot aconseguir a través d'antagonistes glutàmics no-competitius.
Un cop els NMDAr han estat activats pels seus agonistes, aquests antagonistes de NMDA no-competitius entren al canal iònic que s'ha obert i el bloquegen. Alguns exemples d'aquests antagonistes són el MK-801, la ketamina, l'amantadina, o la memantina. El factor d'inefectivitat d'aquestes molècules no pot ser massa gran, ja que podria interferir amb la funció normal dels receptors, ni massa petita, ja que en aquest cas el bloqueig seria molt poc eficaç i podria provocar canals amb flux de ions excessiu.
Un exemple de bloquejador de canal no-competitiu és la memantina (MEM). És un antagonista amb baixa afinitat i un factor de inefectivitat relativament ràpid. El seu antagonisme depèn del voltatge a causa del seu grup amino, el qual es troba carregat positivament a pH fisiològic. Aquesta càrrega permet simular la funció fisiològica de l'ió Mg2+. La memantina només presenta activitat en casos d'excitotoxicitat, és a dir, no serveix com a prevenció d'aquesta. En aquestes condicions, la MEM ocupa el lloc del magnesi al lloc d'unió. En el cas contrari, els canals iònics només estan oberts durant intervals de mil·lisegons, la qual cosa impedeix la unió de la MEM amb els receptors i aquesta no pot interferir amb l'activitat sinàptica normal.
En estudis recents, s'ha descobert l'existència d'altres antagonistes no-competitius, com ara la 1-Metil-1,2,3,4-tetrahidroisoquinolina (1MeTIQ). Alguns derivats de les TIQ poden ser tòxics i provocar la mort neuronal prematura, però en el cas de la 1MeTIQ (substància endògena trobada en concentracions baixes al cervell), té efectes neuroprotectors. En concentracions de 500μΜ, hi ha indicis que la 1MeTIQ té capacitats neuroprotectores contra la excitotoxicitat dels NMDAr a nivells comparables a concentracions de 0,5μΜ de dizolcipina (MK-801) i 5μΜ de memantina (MEM), és a dir, protecció gairebé total. Tot i que el mecanisme d'acció de la 1MeTIQ, a diferència del de la memantina, no està completament estudiat, aquests efectes protectors es relacionen amb la seva modulació del metabolisme dopamínic i les seves propietats antioxidatives. També hi ha dades que recolzen la hipòtesi que la 1MeTIQ evita l'acumulació de Ca2+ induïda per glutamat. A més, algunes TIQ tenen afinitat pels llocs d'unió d'altres antagonistes dels NMDAr com ara el MK-801 i la feniciclidina (PCP).

## Altres

### Tractament del dolor neuropàtic
Els receptors NMDA, especialment els situats a la banya dorsal de la medul·la espinal, estan implicats en la transmissió nociceptiva i en la plasticitat sinàptica. És per aquest motiu que són considerats un factor clau a tenir en compte en el tractament del dolor neuropàtic. L'explicació es basa en el fet que l'òxid de nitrogen produït per l'activació dels NMDAr de la medul·la espinal indueix una sèrie de processos que potencien la hipersensibilitat al dolor. Així doncs, el bloqueig dels receptors NMDA ha obert una nova via per al tractament d'aquest tipus de dolor. Els antagonistes més utilitzats per a dur a terme aquest bloqueig són la ketamina i el dextrometorfà.

### Càncer pancreàtic
Estudis recents apunten a que en els càncers pancreàtics, especialment els adenocarcinomes i els càncers neuroendocrins (els quals tenen una prognòsi molt pobre), la probabilitat de trobar les proteïnes GluN1 i GluN2B és més alta. En mostres extretes no canceroses analitzades per Western blot, no es va detectar cap presència fora del cervell d'aquestes dues proteïnes. Ens les mostres canceroses, es va trobar GluN1 i GluN2B en les línies cel·lulars Pan-C1, HPAC-1, i BXCPC-3 a través de citometria de flux. En aquests casos, l'antagonista no-competitiu més eficaç per a combatre aquesta situació és el maleat de dizocilpina (MK-801).

### NMDA en cèl·lules sanguínies
Els receptors NMDA no són exclusius del sistema nerviós. Els eritròcits també en disposen per tal de contribuir al manteniment del calci intracel·lular. Fent això, s'aconsegueix controlar el volum de la cèl·lula, l'estabilitat de la membrana i la capacitat de carregament d'oxigen.